# Albion (gra komputerowa)
Albion – komputerowa gra fabularna wydana przez Blue Byte w 1995 roku w Niemczech, a rok później w Stanach Zjednoczonych. Grę charakteryzują mieszanka fantastyki naukowej i fantasy, rozbudowane dialogi oraz różne graficzne systemy nawigacji (w tym 2D i 3D).

## Fabuła
Akcja gry toczy się w roku 2227, a gracz wciela się w postać Toma Driscolla, do którego z czasem dołączają inne postacie, tworząc drużynę liczącą do sześciu osób. W Albionie występuje połączenie nowoczesności ze światem fantasy.

## Historia
Pierwotnie gra była rozwijana na platformie Amiga AGA, ale gdy producent komputera zbankrutował w 1994 roku, twórcy zmienili platformę na PC / DOS. Istnieje wersja pre-alpha gry Albion na Amigę.